# Rede Difusora
Rede Difusora é uma rede de televisão estadual brasileira sediada em São Luís, Maranhão, pertencente ao Sistema Difusora de Comunicação. Possui 3 emissoras afiliadas ao SBT, além de parcerias com outras emissoras menores no interior do estado que retransmitem parte de sua programação. Foi criada em 1997 sobre o nome "Difu Sat", quando a TV Difusora passou a emitir seu sinal via satélite para todo o estado.

## História
A história da Rede Difusora começa em 9 de novembro de 1963, quando os irmãos Raimundo Bacelar e Magno Bacelar, proprietários da Rádio Difusora, fundam a primeira emissora de televisão do Maranhão, a TV Difusora. Em 1972, a emissora que até então mantinha uma extensa programação local, mesclada com programas da Rede Tupi, TV Record e TV Excelsior desde 1966, afilia-se com a Rede Globo, o que marcou o início do grande crescimento da pioneira do estado.
Em 1987, com a venda do Sistema Difusora de Comunicação, a emissora passa para as mãos do governador do estado, Epitácio Cafeteira, que por intermédio do empresário William Nagem, compra as ações de Magno Bacelar e Francisco Coelho. Posteriormente, Cafeteira revende o grupo para a família do governador eleito Edison Lobão, assumindo a gestão do grupo o seu filho, Edinho Lobão. Posteriormente, em 1991, a TV Difusora troca de afiliação com a TV Mirante, pertencente ao empresário Fernando Sarney, e passa a ser afiliada ao SBT.
Em 1997, o Sistema Difusora de Comunicação passa a transmitir o sinal da TV Difusora via satélite para todo o Maranhão, através do "Difu Sat". Com isso, a emissora começa a implantar as suas primeiras retransmissoras e firmar parcerias com várias emissoras por todo o estado. Em 2006, o grupo adquire a TV Difusora Imperatriz, pertencente ao ex-governador Ribamar Fiquene, que passa a se chamar TV Difusora Sul no mesmo ano.
Em 2016, o Sistema Difusora é arrendado e posteriormente vendido ao político Weverton Rocha, através do empresário Willer Tomaz de Souza, o que incluiu a Rede Difusora. Os novos proprietários agregaram ao grupo em abril de 2018 o Sistema Sinal Verde de Comunicação, de Caxias, pertencente à família do falecido deputado estadual Humberto Coutinho, o que tornou a então TV Sinal Verde uma nova componente da Rede Difusora, passando a se chamar TV Difusora Leste em 28 de junho de 2021.